# نجوانی واله
نجوانی واله (به انگلیسی: Najwaniwala) یک منطقهٔ مسکونی در پاکستان است که در پنجاب واقع شده‌است. نجوانی واله ۱۱۳ متر بالاتر از سطح دریا واقع شده‌است.